# Fichelin
Der Fichelin, auch Fischel (lat. fischilinum) (sprich Fischläng), war ein Getreidemass im Schweizer Kanton Wallis.
Das Mass hatte im Kanton eine ortsabhängige unterschiedliche Grösse.
- In Sitten VS 1 Fichelin = 1/12 Muid = 1689 Pariser Kubikzoll = 33 7/11 Liter
- in Visp 1 Fichelin ~ 16,82 Liter (50 %)
- andere Orte 1 Fichelin ~ 25,23 Liter (75 %)

- 1 Fichelin = 2 Mesure = 4 Quarterons = 10 Emines[1]
- 1 Sac = 4,5 Fichelin[1]
- Bei Roggen 1 Fichelin = 29,7 Liter[1]